# Одобеску, Александру
Алекса́ндру Одобе́ску (рум. Alexandru Odobescu; 23 июня 1834, Бухарест — 10 ноября 1895, там же) — румынский писатель, фольклорист, археолог, филолог, педагог, профессор археологии бухарестского университета (с 1874). Общественно-политический деятель. Член Румынской академии.

## Биография
Сын генерала. С 1850 года обучался в Парижском лицее, с 1853 года — бакалавр. Затем изучал литературу и археологию в Парижском университете, который окончил через два года. В 1858 году женился на дочери русского государственного деятеля, министра П. Д. Киселёва.
С 1863 служил в кабинете министра по делам религии и образования, с 1865 чиновником в министерстве иностранных дел, позже — прокурором Апелляционного суда.
Совершил ряд археологических экспедиций в Румынии, посетил Швейцарию, Италию , Данию, Россию и Турцию. Среди прочего, исследовал вопрос места захоронения румынского князя Влада III Цепеша (Дракулы).
Принимал деятельное участие в реформе румынского языка. Активно выступал против искусственной латинизации румынского литературного языка.
В 1870 был избран в Румынскую академию, назначен руководителем Национального театра в Бухаресте.
Выполнял дипломатическую работу. Был секретарëм румынской дипломатической миссии в Париже в 1882 году.
Покончил с собой введя себе смертельную дозу морфина в 1895 году.

## Творчество
Начало литературной и общественно-политической деятельности Одобеску совпало с периодом бурного роста национальной интеллигенции Румынии, освободившейся от иностранной зависимости.
Литературную деятельность начал совместно с В. Александри.
Одобеску способствовал развитию широкого интереса к румынскому народному творчеству, он автор целого ряда исторических произведений: рассказов, новелл, эссе, повестей и романов, в том числе, «Mihnea cel Rěu» и «Doamna Khiajna», «Etudes sur les droits et les obligations des monastères roumains dédiés aux Saints Lieux» (1864), «Notice sur la Roumanie» (к парижской выставке 1867 г.), «Le trésor de Petroasa».
Материалом для его литературной деятельности служило народное творчество, баллады и старые хроники, которые он усердно изучал. Одобеску совместно со своими сотрудниками собрал и опубликовал ценные материалы по румынскому фольклору.

## Избранные произведения и научные труды
- «Satira Latina» (1855),
- «Minheă Voda cel Rău» (1857),
- «Doamna Chiajna» (1860),

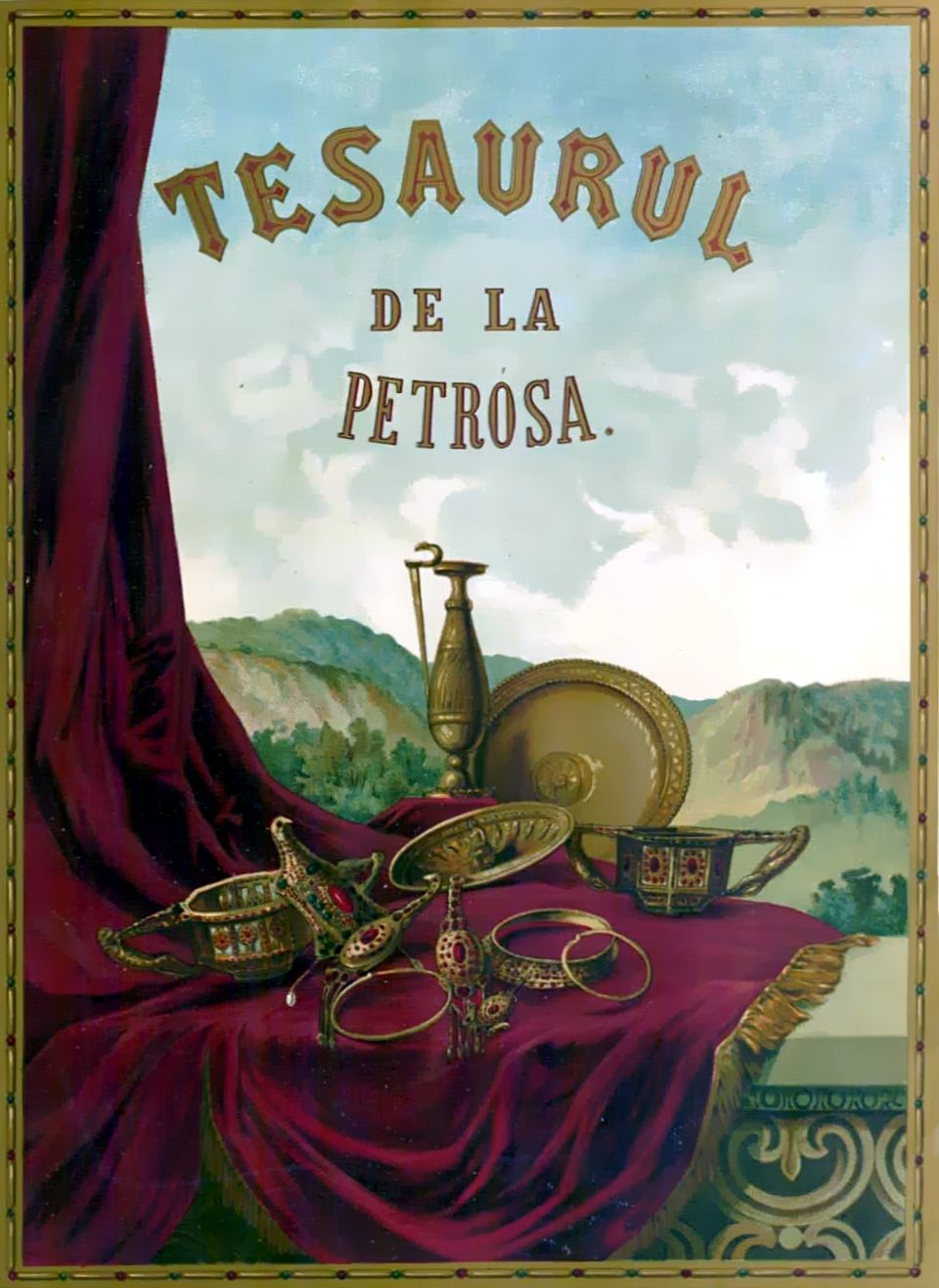
Обложка монографии А. Одобеску «Le Trésor de Petrossa» (Paris, в 3 томах, 1889—1900)

- «Psudocynegeticos, Poetii Vacaresti» (1860),
- «Despre poesia poporană» (1861),
- «Câteva ore la Snagov» (1862),
- «Pseudo-cynegeticos, sau fals tratat de vânătoare» (1875)
- «Pagini regăsite»
- «Istoria de la archeologia» (1874) — история археологии, доведенная до половины XVIII века,
- «Poetiĭ Văcăresci»,
- «Psaltirea lui Koresi»,
- «Petre Peonaru»
- «Le trésor de Pétrossa» (в 3 томах, 1889—1900) и др.

## Память
Имя писателя и ученого носит сейчас коммуна Александру-Одобеску жудеца Кэлэраши в регионе Валахия (Румыния).

## Источник
Одобеску, Александр // Энциклопедический словарь Брокгауза и Ефрона : в 86 т. (82 т. и 4 доп.). — СПб., 1890—1907.